# Zygmunt Rewucki
Zygmunt Rewucki (ur. 16 kwietnia 1915 w Słobódce gm. Stolin woj. poleskie, zm. 8 listopada 1947 w Łomży) – funkcjonariusz aparatu bezpieczeństwa w stopniu podporucznika, odpowiedzialny za zwalczanie podziemia niepodległościowego.
Od 24 września 1944 kierownik Podsekcji 4 MUBP w Białymstoku, od 22 stycznia 1945 p.o. kierownik Sekcji I MUBP w Białymstoku, od 26 lutego 1945 kierownik Sekcji 4 MUBP w Białymstoku. Absolwent Centralnej Szkoły MBP w Łodzi. Od 19 lutego 1946 starszy referent Sekcji 2 Wydziału VII WUBP w Białymstoku, od 18 czerwca 1946 starszy referent Sekcji 2 Wydziału III WUBP w Białymstoku, od 19 sierpnia 1946 p.o. zastępca szefa, a od 15 sierpnia 1947 p.o. szef PUBP w Łomży.
23 stycznia 1947 wysłał na teren gminy Lubotyń grupę operacyjną UB i LWP pod dowództwem Romana Płockiego, która we wsi Gumowo rozbiła powracający z Prus Wschodnich patrol 6 Brygady Wileńskiej dowodzony przez Henryka Miecznikowskiego „Tygrysa”.
5 marca 1947 dowodził grupą operacyjną UB i KBW udającą oddział podziemia niepodległościowego, która podczas operacji w gminie Chlebiotki weszła do wsi Strękowa Góra, gdzie nawiązała kontakt z zastępcą dowódcy kompanii WiN Janem Ostrowskim „Jaskrem”, który uznając funkcjonariuszy za grupę konspiracyjną (Rewucki podał się za przedstawiciela dowódcy komendy białostockiego okręgu NZW – Władysława Żwańskiego „Błękita”), przyznał się do zabicia agenta UB i zaprowadził grupę pozorowaną do miejsca pobytu trzech członków NZW, którzy zostali aresztowani, a jeden, Adolf Gąsowski „Dunin”, ranny podczas próby ucieczki (dwaj inni zostali później skazani na śmierć i straceni).
Został zastrzelony podczas libacji w łomżyńskim Urzędzie Bezpieczeństwa przez funkcjonariusza UB Edwarda Rogalę.

## Odznaczenia
- Medal Zwycięstwa i Wolności 1945
- Srebrny Krzyż Zasługi
- Srebrny Medal „Zasłużonym na Polu Chwały”